# جون روبرت كوكي
جون روبرت كوكي هو سياسي كندي، ولد في 1 سبتمبر 1866 في كندا، وتوفي في 14 أغسطس 1934 في هاميلتون في كندا. حزبياً، نشط في حزب أونتاريو المحافظ التقدمي. وقد انتخب عضو برلمان مقاطعة أونتاريو.